# Черникова, Надежда Елисеевна
Надежда Елисеевна Черникова (30 сентября, 1916, Новосибирск, Алтайский край — 18 февраля, 2010, Волгоград) — советский и российский живописец, Заслуженный художник России, член Союза художников России.

## Биография
С детства была увлечена рисованием. В 1930 году мать и шестеро детей переехали к родным в Сталинград. По окончании школы в 1932 году поступила на живописно-педагогическое отделение Сталинградского художественного техникума (в 1937 году преобразован в Сталинградское художественное училище). В училище в это время работали такие художники-педагоги, как Н. Н. Любимов, А. А. Полетико, М. И. Шутов. По окончании училища начала работать в одой из школ преподавателем рисования и черчения.
В 1939 году вместе с мужем Александром Червоненко поступила в Харьковский художественный институт (педагоги — Н. С. Самокиш, С. М. Прохоров, М. Г. Дерегус).
Великая Отечественная война застала её в Сталинграде, где она была на каникулах. Война оборвала учёбу в институте; муж ушёл на фронт. Надежда присоединилась к группе сталинградских художников, выполнявших работы по изобразительной пропаганде.
Во время начала Сталинградской битвы делала зарисовки. В бомбёжку 23 августа 1942 года Надежда с семьей находились в Сталинграде. Дом, где она проживала, был разрушен. Она вместе со своей матерью, дочерью и племянником укрывалась в подвале драмтеатра. В конце августа эвакуирована в Саратовскую область.
После окончания Сталинградской битвы, вернувшись в освобожденный, но разрушенный Сталинград, она по собственному желанию стала запечатлевать город, выходя на зарисовки каждый день с этюдником на плече.
В 1947 году стала соавтором росписи Дворца культуры тракторного завода.
Умерла в 2010 году в своей мастерской в Волгограде.

## Семья
Её муж Александр Никифорович Червоненко (15 августа 1912, село Петропавловка Астраханской области —  1994, Волгоград) также был советским и русским живописцем и графиком, а также членом Союза художников России. Рисовать начал в клубе художественной самодеятельности. По окончании семилетней школы, работал фрезеровщиком на сталинградском заводе «Баррикады». В 1932 году получает комсомольскую путёвку на поступление в Саратовское художественное училище, из которого сразу переводится в Сталинградское художественное училище. Во время учёбы познакомился с Надеждой Черниковой, и 1938 году после окончания техникума они поженились. В 1939 году вместе с женой поступил в Харьковский художественный институт на живописный факультет. В 1941 году был призван в Красную Армию. Участник обороны Сталинграда, закончил войну в 1945 году в Кёнигсберге. Вернувшись с фронта домой в Сталинград, работал в Сталинградском товариществе художников. В 1946 году был принят в Союз художников СССР. Умер в 1994 году. Похоронен в городе Волгограде.